# Halcyon (console de jeux vidéo)
 (octobre 2019).
Si vous disposez d'ouvrages ou d'articles de référence ou si vous connaissez des sites web de qualité traitant du thème abordé ici, merci de compléter l'article en donnant les références utiles à sa vérifiabilité et en les liant à la section « Notes et références ».
Pour les articles homonymes, voir Halcyon (homonymie).
La RDI Halcyon est une console de jeux vidéo conçue par RDI Video Systems jamais sortie . 
La société fait faillite peu de temps après la sortie de la console. Selon RDI, la Halcyon devait entièrement être vocale, et comprendre une intelligence artificielle comparable à celle d'HAL 9000 du film 2001, l'Odyssée de l'espace.

## Jeux finis
- Thayer's Quest
- NFL Football

## Jeux non-achevés
- Orpheus
- Shadow of The Stars
- Voyage to The New World
- The Spirit of the Whittier Mansion

## Sources
- http://www.videogameconsolelibrary.com/pg80-rdi.htm#page=reviews
- http://laserdiscplaza.fr/Article_Laseractive_LVROM_etc/LD_ET_DERIVES.html
- http://www.dragons-lair-project.com/community/related/homesystems/halcyon/